# Alex Leonardo Bolaños
Alex Leonardo Bolaños (San Lorenzo, 22 januari 1985) is een profvoetballer uit Ecuador, die speelt als middenvelder. Hij staat sinds 2011 onder contract bij de Ecuadoraanse club Deportivo Quito, waarmee hij in zijn eerste seizoen meteen de landstitel won.

## Clubcarrière
Bolaños begon zijn carrière bij CD Caribe Júnior en Atlético Guayaquil. Daarna speelde hij voor Barcelona SC, LDU Quito, Universidad Católica en sinds 2011 voor Deportivo Quito.

## Interlandcarrière
Bolaños speelde zes interlands voor Ecuador. Onder leiding van de Colombiaanse bondscoach Luis Fernando Suárez maakte hij zijn debuut op 18 januari 2007 in een vriendschappelijke wedstrijd in Cuenca tegen Zweden (2-1), net als Geovanny Camacho (Barcelona SC), Fernando Guerrero (Real Madrid), Edder Vaca (Deportivo Quito) en Danny Alejandro Vera (Barcelona SC).

## Erelijst
Deportivo Quito
- Campeonato Ecuatoriano

2011